# 拉蒙日里
拉蒙日里（法語：Lamongerie，法語發音：[lamɔ̃ʒʁi]）是法国科雷兹省的一个市镇，位于该省西北部，属于蒂勒区。

## 地理
拉蒙日里（45°32'12"N, 1°34'32"E）面积12.15 平方千米，位于法国新阿基坦大区科雷兹省，该省份为法国中南部省份，北起上维埃纳省和克勒兹省，西接多爾多涅省，南至洛特省，东临多姆山省和康塔爾省。
与拉蒙日里接壤的市镇（或旧市镇、城区）包括：里亚克特雷尼亚克、加纳韦河畔孔达、马斯雷、梅亚尔、萨隆拉图尔、拉波尔舍里。

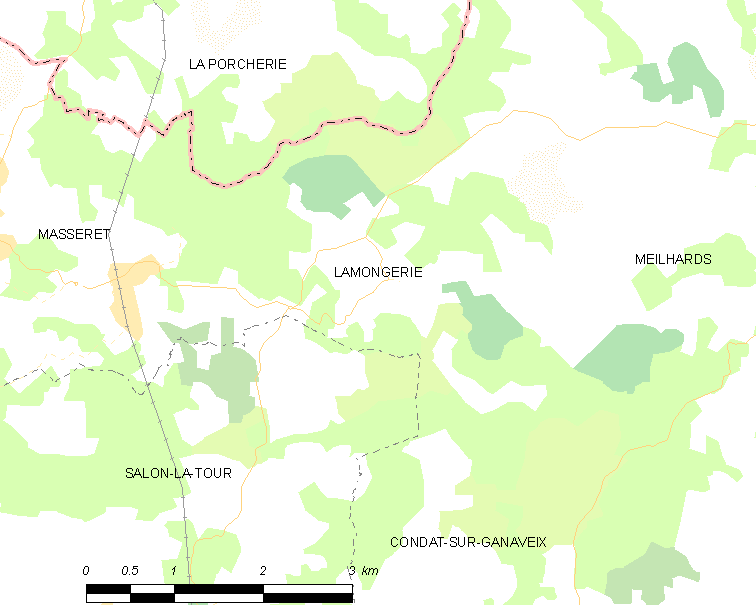
拉蒙日里的OSM定位图

拉蒙日里的时区为UTC+01:00、UTC+02:00（夏令时）。

## 行政
拉蒙日里的邮政编码为19510，INSEE市镇编码为19104。

## 政治
拉蒙日里所属的省级选区为于泽什县。

## 人口

1962-2008年间拉蒙日里人口变化图示

拉蒙日里于2022年1月1日时的人口数量为124人。